# 新宿町
新宿町（にいじゅくまち）はかつて東京府南葛飾郡に存在した自治体。現在の東京都葛飾区新宿にあたる。

## 概要
江戸時代に水戸街道の宿場町であった新宿とその周辺地域を指す地名として「新宿町」という呼称が登場し、その由来は「元禄郷帳」に遡ることが可能である。
明治初期に郡区町村編制法及び町村制施行時に大規模な町村の整理が行われ、町村は地縁共同体から法的組織である自治体へと転換されることになるが、新宿町は合併などを経ることなく、江戸時代の町域がほぼそのまま引き継がれた。
1889年5月1日、町村制に基づく自治体としての新宿町が発足する。飛地は奥戸村に編入。
1932年10月1日、周辺町村とともに東京市へ編入され、新設の葛飾区の一部となった。

## 現在の地名
新宿、柴又一丁目、二丁目、三丁目、高砂六丁目、七丁目、八丁目（いずれも大体の範囲）

## 町長
- 中島守利